# Kindergarten Cop
Kindergarten Cop (Poli de guardería en España y Un detective en el kínder en Hispanoamérica) es una película cómica estadounidense de acción dirigida por Ivan Reitman, protagonizada por Arnold Schwarzenegger y estrenada en 1990.

## Sinopsis
John Kimble (Arnold Schwarzenegger) es un veterano y rudo detective que sigue desde hace años la pista a Cullen Crisp (Richard Tyson), narcotraficante. La única persona que puede testificar en su contra es su exmujer (Penelope Ann Miller) y ésta se encuentra desaparecida. La única manera de llegar a ella es su hijo Dominic (Christian y Joseph Cousins) y para ello deberá hacerse pasar por su profesor en la guardería, ya que su compañera tiene una intoxicación estomacal, él tiene que ir de encubierto. Sin saber que tanto Cullen Crisp como su despiadada madre (Carroll Baker) intentan recuperar al niño.

## Reparto
| Personaje                          | Intérprete                 |
| ---------------------------------- | -------------------------- |
| Detective John Kimble              | Arnold Schwarzenegger      |
| Joyce Palmieri-Rachel Myatt Crisp  | Penelope Ann Miller        |
| Detective Phoebe O'Hara            | Pamela Reed                |
| Srta. Schlowski                    | Linda Hunt                 |
| Cullen Crisp Sr.                   | Richard Tyson              |
| Eleanor Crisp                      | Carroll Baker              |
| Dominic Palmieri-Cullen Crisp, Jr. | Christian y Joseph Cousins |
| Madre de Samantha                  | Park Overall               |
| Sra. Sullivan (Madre de Zach)      | Jayne Brook                |
| Sr. Sullivan (Padre de Zach)       | John Hammil                |
| Zach Sullivan                      | Andrew Dimarco             |
| Madre de Sylvester                 | Cathy Moriarty             |
| Madre de Keisha                    | Betty Lou Henson           |
| Padre de Keisha                    | Rick Jones                 |
| Madre de Joshua                    | Heidi Swedberg             |
| Sylvester                          | Ben Diskin                 |
| Emma                               | Sarah Rose Karr            |
| Capitán Salazar                    | Richard Portnow            |
| Asistente de Salazar               | Steve Park                 |
| Asistente de Srta. Schlowski       | Molly Cleator              |
| Juez                               | Gene Elman                 |
| Camello de Cindy                   | Chi-muoi lo                |
| Vendedor de juguetes               | John Steinkamp             |
| Profesora sustituta                | Judy Wix                   |
| Bombero                            | Michael Chapman            |
| Jefe de bomberos                   | Kenneth Chapman            |
| Enfermera de Kimble                | Anne Merrem                |
| Camarera                           | Susan Burns                |
| Abogado de Crisp                   | Tom Dugan                  |
| Manicurista                        | Roma                       |
| Peluquero de Eleanor               | Jason Stuart               |
| Danny                              | Tom Kurlander              |
| Cindy                              | Alix Koromzay              |
| Henry Shoop                        | Bob Nelson                 |
| Gerald                             | Adam Jeanes                |
| Abogado de Crisp                   | Tom Dugan                  |
| Rosa                               | Odette Yustman             |
| Daryl                              | Charlie Holliday           |
| Farmacéutico                       | Lee Forest                 |

## Estrenos
| País                                                                          | Fecha de estreno                |
| ----------------------------------------------------------------------------- | ------------------------------- |
| Alemania                                                                      | Jueves 7 de febrero de 1991     |
| Argentina                                                                     | Jueves 7 de febrero de 1991     |
| Australia                                                                     | Jueves 3 de enero de 1991       |
| Austria                                                                       | Viernes 8 de febrero de 1991    |
| Bélgica                                                                       | Miércoles 30 de enero de 1991   |
| Belice · Costa Rica · El Salvador · Guatemala · Honduras · Nicaragua · Panamá | Viernes 15 de febrero de 1991   |
| Brasil                                                                        | Viernes 25 de enero de 1991     |
| Chile                                                                         | Viernes 26 de abril de 1991     |
| Colombia                                                                      | Jueves 7 de marzo de 1991       |
| Corea del Sur                                                                 | Sábado 16 de febrero de 1991    |
| Dinamarca                                                                     | Viernes 8 de febrero de 1991    |
| Ecuador                                                                       | Miércoles 27 de marzo de 1991   |
| Egipto                                                                        | Lunes 26 de agosto de 1991      |
| España                                                                        | Viernes 22 de marzo de 1991     |
| Estados Unidos · Canadá                                                       | Viernes 21 de diciembre de 1990 |
| Filipinas                                                                     | Sábado 30 de marzo de 1991      |
| Finlandia                                                                     | Viernes 8 de febrero de 1991    |
| Francia                                                                       | Miércoles 13 de febrero de 1991 |

| País                         | Fecha de estreno                |
| ---------------------------- | ------------------------------- |
| Grecia                       | Viernes 31 de mayo de 1991      |
| Hong Kong                    | Miércoles 13 de febrero de 1991 |
| Hungría                      | Jueves 14 de marzo de 1991      |
| India                        | Viernes 6 de diciembre de 1991  |
| Israel                       | Viernes 15 de marzo de 1991     |
| Italia                       | Miércoles 27 de marzo de 1991   |
| Japón                        | Sábado 8 de junio de 1991       |
| Líbano                       | Viernes 19 de abril de 1991     |
| Malasia                      | Jueves 21 de febrero de 1991    |
| México                       | Jueves 28 de marzo de 1991      |
| Noruega                      | Jueves 14 de febrero de 1991    |
| Nueva Zelanda                | Viernes 15 de marzo de 1991     |
| Países Bajos                 | Jueves 7 de febrero de 1991     |
| Perú                         | Jueves 11 de abril de 1991      |
| Portugal                     | Viernes 8 de febrero de 1991    |
| Reino Unido Irlanda          | Viernes 1 de febrero de 1991    |
| República Checa · Eslovaquia | Jueves 23 de enero de 1992      |
| República Dominicana         | Jueves 21 de febrero de 1991    |
| Singapur                     | Viernes 8 de febrero de 1991    |
| Sudáfrica                    | Viernes 5 de abril de 1991      |
| Suecia                       | Viernes 1 de febrero de 1991    |
| Suiza                        | Viernes 8 de febrero de 1991    |
| Tailandia                    | Sábado 23 de febrero de 1991    |
| Taiwán                       | Sábado 9 de marzo de 1991       |
| Turquía                      | Viernes 12 de abril de 1991     |
| Uruguay                      | Jueves 4 de julio de 1991       |
| Venezuela                    | Miércoles 20 de febrero de 1991 |